# Companys inseparables
Companys inseparables (títol original en anglès: Longtime Companion) és una pel·lícula estatunidenca de 1989 dirigida per Norman René i amb guió de Craig Lucas, que relata l'avanç de la sida en un grup d'amics. Ha estat doblada al català.

## Argument
L'inici de l'anomenat "càncer gai" (SIDA) als Estats Units.
Tot comença el 1981 quan els diaris comencen a parlar d'una espècie de "càncer" que afecta el col·lectiu homosexual, i com aquesta nova malaltia va causant estralls en un grup d'amics a mesura que va transcorrent la dècada dels vuitanta.
Un grup de personatges ha de fer front a la malaltia d'un d'ells, afectat per la SIDA. David, el seu amant, l'acompanya el deu anys de la seva malaltia.

## Al voltant de la pel·lícula
El títol original "Longtime Companion" (literalment; "company de llarga durada") es refereix a la forma "políticament correcta" com els diaris de l'època recreada a la pel·lícula, designaven amb aquesta expressió a la parella del mort la secció necrològica (esqueles) dels propis diaris.

## Repartiment
- Campbell Scott: Willy
- Patrick Cassidy: Howard
- John Dossett: Paul
- Mary-Louise Parker: Lisa
- Stephen Caffrey: Fuzzy
- Tanya Berezin: Secretari
- Welker White: Pochelle
- Bruce Davison: David
- Mark Lamos: Sean
- Dermot Mulroney: John
- Michael Schoeffling: Michael
- Brian Cosís: Bob
- Keith Charles: Martin
- Dan Butler: Walter
- Robi Martin: Travestit
- Robert Joy: Ron
- Tony Shalhoub: el doctor de Paul

## Premis i nominacions
Premis
- 1991. Globus d'Or al millor actor secundari per Bruce Davison
- 1990. Premi del públic per Norman René al Festival de Sundance
- 1990. Millor paper secundari per Bruce Davison als New York Film Critics Circle Awards

Nominacions
- 1991. Oscar al millor actor secundari per Bruce Davison